# 1122 Neith
1122 Neith là một tiểu hành tinh vành đai chính, đường kính khoảng 12 km, quay quanh Mặt Trời. Nó được phát hiện bởi Eugène Joseph Delporte ngày 17 tháng 9 năm 1928 ở Uccle. Tên ban đầu của nó là 1928 SB. Nó đã được đặt tên theo nữ thần Ai Cập có nguồn gốc Libya, Neith, nữ thần đi săn và chiến tranh, được tin là mẹ của Mặt Trời.